# 2010-es svéd rali
A 2010-es svéd rali (hivatalosan: Swedish Rally 2010) volt a 2010-es rali-világbajnokság első versenye. Február 11. és 14. között került megrendezésre. Huszonegy gyorsasági szakaszból állt, mely 345 kilométert tett ki.

## Információk
A verseny egyben a hagyományos N csoportos autók számára kiírt bajnokság, valamint a S2000-es versenyautók számára, első alkalommal meghirdetett bajnokság első állomása volt.
A gyári versenyzők közül nem volt jelen a Munchi's Ford World Rally Team argentin pilótája, Federico Villagra, valamint ezen a futamon még nem állt rajthoz Ken Block sem, aki majd a Mexikó-ralin csatlakozik a mezőnyhöz.
Nevezők közt volt egyedüli magyarként Érdi Tibor is, aki egy Subaru Imprezával nevezett a versenyre. Első világbajnoki versenyén végül a harmincnegyedik helyen ért célba.

## Szakaszok
| Nap              | Szakasz | Rajtidő | Szakasz neve                   | Hossz    | Győztes            | Idő     | Átlagsebesség | Versenyben vezető |
| ---------------- | ------- | ------- | ------------------------------ | -------- | ------------------ | ------- | ------------- | ----------------- |
| 1. (Február 11.) | 1.      | 20:00   | Karlstad Super Special Stage 1 | 1.90 km  | Dani Sordo         | 1:31.4  | 74.84 km/h    | Dani Sordo        |
| 2. (Február 12.) | 2.      | 08:18   | Likenäs 1                      | 20.78 km | Sébastien Loeb     | 11:33.7 | 107.84 km/h   | Sébastien Loeb    |
| 2. (Február 12.) | 3.      | 09:41   | Viggen 1                       | 21.28 km | Sébastien Loeb     | 10:50.7 | 117.73 km/h   | Sébastien Loeb    |
| 2. (Február 12.) | 4.      | 10:51   | Torntorp 1                     | 19.21 km | Mikko Hirvonen     | 9:54.7  | 116.29 km/h   | Sébastien Loeb    |
| 2. (Február 12.) | 5.      | 13:33   | Likenäs 2                      | 20.78 km | Mikko Hirvonen     | 11:37.7 | 107.22 km/h   | Mikko Hirvonen    |
| 2. (Február 12.) | 6.      | 14:56   | Viggen 2                       | 21.28 km | Jari-Matti Latvala | 10:49.5 | 117.95 km/h   | Mikko Hirvonen    |
| 2. (Február 12.) | 7.      | 16:29   | Torntorp 2                     | 19.21 km | Mikko Hirvonen     | 9:57.0  | 115.84 km/h   | Mikko Hirvonen    |
| 2. (Február 12.) | 8.      | 20:00   | Karlstad Super Special Stage 2 | 1.90 km  | Sébastien Loeb     | 1:34.8  | 72.15 km/h    | Mikko Hirvonen    |
| 3. (Február 13.) | 9.      | 07:58   | Vargåsen 1                     | 24.63 km | Mikko Hirvonen     | 13:18.4 | 111.06 km/h   | Mikko Hirvonen    |
| 3. (Február 13.) | 10.     | 09:46   | Sågen 1                        | 14.23 km | Sébastien Loeb     | 7:13.1  | 118.28 km/h   | Mikko Hirvonen    |
| 3. (Február 13.) | 11.     | 10:42   | Fredriksberg 1                 | 18.15 km | Sébastien Loeb     | 10:27.4 | 104.14 km/h   | Mikko Hirvonen    |
| 3. (Február 13.) | 12.     | 11:58   | Hagfors Sprint 1               | 1.87 km  | Sébastien Loeb     | 2:05.1  | 53.81 km/h    | Mikko Hirvonen    |
| 3. (Február 13.) | 13.     | 13:41   | Vargåsen 2                     | 24.63 km | Jari-Matti Latvala | 13:06.4 | 112.75 km/h   | Mikko Hirvonen    |
| 3. (Február 13.) | 14.     | 15:34   | Sågen 2                        | 14.23 km | Marcus Grönholm    | 7:14.5  | 117.90 km/h   | Mikko Hirvonen    |
| 3. (Február 13.) | 15.     | 16:30   | Fredriksberg 2                 | 18.15 km | Jari-Matti Latvala | 10:44.2 | 101.43 km/h   | Mikko Hirvonen    |
| 3. (Február 13.) | 16.     | 17:46   | Hagfors Sprint 2               | 1.87 km  | Martin Prokop      | 2:14.9  | 49.90 km/h    | Mikko Hirvonen    |
| 4. (Február 14.) | 17.     | 07:52   | Rämmen 1                       | 21.87 km | Sébastien Loeb     | 11:11.3 | 117.28 km/h   | Mikko Hirvonen    |
| 4. (Február 14.) | 18.     | 08:28   | Värmullsåsen 1                 | 23.41 km | Mikko Hirvonen     | 13:13.2 | 106.25 km/h   | Mikko Hirvonen    |
| 4. (Február 14.) | 19.     | 10:51   | Lesjöfors                      | 10.49 km | Mikko Hirvonen     | 5:52.9  | 107.01 km/h   | Mikko Hirvonen    |
| 4. (Február 14.) | 20.     | 11:23   | Rämmen 2                       | 21.87 km | Jari-Matti Latvala | 10:59.6 | 119.36 km/h   | Mikko Hirvonen    |
| 4. (Február 14.) | 21.     | 12:52   | Värmullsåsen 2                 | 23.41 km | Jari-Matti Latvala | 13:19.1 | 105.46 km/h   | Mikko Hirvonen    |

## Végeredmény
| Poz.     | Versenyző            | Navigátor               | Autó                           | Idő       | Különbség | Pont |
| -------- | -------------------- | ----------------------- | ------------------------------ | --------- | --------- | ---- |
| 1.       | Mikko Hirvonen       | Jarmo Lehtinen          | Ford Focus RS WRC 09           | 3:09:30.4 | 0.0       | 25   |
| 2.       | Sébastien Loeb       | Daniel Elena            | Citroën C4 WRC                 | 3:10:12.7 | 42.3      | 18   |
| 3.       | Jari-Matti Latvala   | Miikka Anttila          | Ford Focus RS WRC 09           | 3:10:45.8 | 1:15.4    | 15   |
| 4.       | Dani Sordo           | Marc Marti              | Citroën C4 WRC                 | 3:12:12.0 | 2:41.6    | 12   |
| 5.       | Sébastien Ogier      | Julien Ingrassia        | Citroën C4 WRC                 | 3:13:45.7 | 4:15.3    | 10   |
| 6.       | Henning Solberg      | Ilka Minor              | Ford Focus RS WRC 08           | 3:14:53.8 | 5:23.4    | 8    |
| 7.       | Matthew Wilson       | Scott Martin            | Ford Focus RS WRC 08           | 3:17:24.3 | 7:53.9    | 6    |
| 8.       | Mads Østberg         | Jonas Andersson         | Subaru Impreza WRC 2007        | 3:18:52.6 | 9:22.2    | 4    |
| 9.       | Petter Solberg       | Phil Mills              | Citroën C4 WRC                 | 3:19:47.9 | 10:17.5   | 2    |
| 10.      | Per-Gunnar Andersson | Anders Fredriksson      | Škoda Fabia S2000              | 3:21:39.3 | 12:08.9   | 1    |
| SWRC     |                      |                         |                                |           |           |      |
| 1. (10.) | Per-Gunnar Andersson | Anders Fredriksson      | Škoda Fabia S2000              | 3:21:39.3 | 0.0       | 25   |
| 2. (12.) | Janne Tuohino        | Markku Tuohino          | Ford Fiesta S2000              | 3:22:36.6 | 57.3      | 18   |
| 3. (14.) | Martin Prokop        | Jan Tománek             | Ford Fiesta S2000              | 3:24:35.7 | 2:56.4    | 15   |
| 4. (15.) | Patrik Sandell       | Emil Axelsson           | Škoda Fabia S2000              | 3:26:19.4 | 4:40.1    | 12   |
| 5. (16.) | Eyvind Brynildsen    | Cato Menkerud           | Škoda Fabia S2000              | 3:26:37.3 | 4:58.0    | 10   |
| 6. (19.) | Bernardo Sousa       | Nuno Rodrigues da Silva | Ford Fiesta S2000              | 3:28:54.9 | 7:15.6    | 8    |
| 7. (25.) | Per-Arne Sääv        | Karl-Olof Lexe          | Škoda Fabia S2000              | 3:39:28.7 | 17:49.4   | 6    |
| PWRC     |                      |                         |                                |           |           |      |
| 1. (18.) | Patrik Flodin        | Göran Bergsten          | Subaru Impreza WRX STi         | 3:28:04.7 | 0.0       | 25   |
| 2. (20.) | Anders Gröndal       | Veronica Engan          | Subaru Impreza WRX STi         | 3:29:17.8 | 1:13.1    | 18   |
| 3. (23.) | Armindo Araújo       | Miguel Ramalho          | Mitsubishi Lancer Evolution X  | 3:33:09.6 | 5:04.9    | 15   |
| 4. (28.) | Fabio Friseiro       | Jordi Barrabes Costa    | Mitsubishi Lancer Evolution IX | 3:44:49.8 | 16:45.1   | 12   |
| 5. (31.) | Martin Semerád       | Bohuslav Ceplecha       | Mitsubishi Lancer Evolution IX | 3:49:52.5 | 21:47.8   | 10   |
| 6. (32.) | Reijo Muhonen        | Lasse Miettinen         | Mitsubishi Lancer Evolution X  | 3:53:00.0 | 24:55.3   | 8    |
| 7. (41.) | Gianluca Linari      | Paolo Gregoriani        | Subaru Impreza WRX STi         | 4:11:03.3 | 42:58.6   | 6    |
| 8. (43.) | Paulo Nobre          | Edu Paula               | Mitsubishi Lancer Evolution X  | 4:19:52.8 | 51:48.1   | 4    |